# Arťom Krukovič
Arťom Krukovič (* 21. dubna 1986 Soligorsk) je český filmový režisér a producent běloruského původu.

## Život
Arťom Krukovič se narodil 21. dubna 1986 v menším průmyslovém městě Soligorsk v Bělorusku. Po černobylské havárii krátkou dobu pobýval se svojí rodinou v Rusku. V roce 1992 se ale vrátil zpět do Běloruska, kde se současně vzdělával hned v několika uměleckých směrech – malířství, tanec (balet a lidové tance) a hudba (knoflíková harmonika a kytara). Na těchto školách získal potřebné zkušenosti a dovednosti pro svoji všestrannou uměleckou činnost.
Nejvýrazněji se projevuje v malířství a tanci. V těchto oborech získal řadu ocenění na mezinárodních soutěžích a festivalech. V roce 1996 se stal vítězem mistrovství světa v lidových tancích a v následujících letech slavily úspěch i jeho malířské práce.[zdroj?]
V roce 2000 se přestěhoval do Prahy za svou matkou, kde se začal věnovat 2D a 3D grafice a posléze i postprodukci. V roce 2003 byl přijat ke studiu na Střední průmyslovou školu sdělovací techniky, kde studoval filmovou a televizní produkci. Během studia získal mnoho praktických i teoretických zkušeností, hlavně z praxe v tuzemských televizích a studiích. Ještě během studia na střední škole se začal věnovat filmové tvorbě, hlavně scenáristice, režii a střihu. Hned po škole vzniklo mnoho autorských filmových projektů, které byly oceněny na řadě nezávislých filmových festivalů, jako jsou Celostátní soutěž NFT (ČR), MFF nezávislého filmu v Ebensee (Rakousko), MFF studentského filmu v Karlových Varech – Fresh Film Fest, MFF v Brně – B16 (Brno Sixteen).
V současnosti[kdy?] pracuje na volné noze jako režisér a producent a specializuje se na výrobu videoklipů, reklam a promovideí. Jeho celovečerní debut měl být uveden kolem roku 2018.[zdroj?]

## Filmografie

### Režie
Nezávislá tvorba:
- Cesty osudu (2006)
- Těžká chvíle (2006)
- Konflikt (2007)
- Dominik (2007)
- Spiknutí (2008)
- Mezi nebem a peklem (2008)
- Dream (2015)[1]

Celovečerní hrané filmy:
- Bez názvu (2018) – celovečerní filmový debut

### Produkce
- reklamní spoty
- videoklipy: Eddie Stoilow – Floating, Eddie Stoilow – Frozen, Raego – Štěstí
- filmy: Cesty osudu (2006), Těžká chvíle (2006), Konflikt (2007), Dominik (2007), Spiknutí (2008), Mezi nebem a peklem (2008), Dream (2015)